# National Geographic Traveler
National Geographic Traveler – amerykański miesięcznik poświęcony podróżom, wydawany przez National Geographic Society od 1984 do 2019. Polska wersja magazynu ukazuje się od 2005 (początkowo nieregularnie, a od 2010 jako miesięcznik). 
Czasopismo ukazuje się także po chińsku, chorwacku, czesku, hebrajsku, hiszpańsku, indonezyjsku, niderlandzku, ormiańsku, polsku, rosyjsku, rumuńsku, słoweńsku.

## Zespół redakcyjny magazynu wersji polskiej
- Redaktor naczelna, dyrektor artystyczny – Agnieszka Franus
- Zastępca redaktor naczelnej, sekretarz redakcji – Michał Cessanis
- Redaktor prowadzący - Maciej Wesołowski